# Оукдейл (Іллінойс)
Оукдейл (англ. Oakdale) — селище (англ. village) в США, в окрузі Вашингтон штату Іллінойс. Населення — 199 осіб (2020).

## Географія
Оукдейл розташований за координатами 38°15′53″ пн. ш. 89°30′13″ зх. д. / 38.26472° пн. ш. 89.50361° зх. д. (38.264737, -89.503678).  За даними Бюро перепису населення США в 2010 році селище мало площу 4,26 км², уся площа — суходіл.

## Демографія
Згідно з переписом 2010 року, у селищі мешкала 221 особа в 79 домогосподарствах у складі 58 родин. Густота населення становила 52 особи/км².  Було 87 помешкань (20/км²).
Расовий склад населення:
| - 100,0 % — білих |

До двох чи більше рас належало 0,0 %. Частка іспаномовних становила 4,1 % від усіх жителів.
За віковим діапазоном населення розподілялося таким чином: 31,7 % — особи молодші 18 років, 53,4 % — особи у віці 18—64 років, 14,9 % — особи у віці 65 років та старші. Медіана віку мешканця становила 34,8 року. На 100 осіб жіночої статі у селищі припадало 112,5 чоловіків;  на 100 жінок у віці від 18 років та старших — 93,6 чоловіків також старших 18 років.
Середній дохід на одне домашнє господарство  становив 88 560 доларів США (медіана — 51 667), а середній дохід на одну сім'ю — 111 263 долари (медіана — 71 250). За межею бідності перебувало 3,7 % осіб, у тому числі 1,8 % дітей у віці до 18 років та 0,0 % осіб у віці 65 років та старших.
Цивільне працевлаштоване населення становило 78 осіб. Основні галузі зайнятості: виробництво — 25,6 %, освіта, охорона здоров'я та соціальна допомога — 24,4 %, сільське господарство, лісництво, риболовля — 12,8 %, роздрібна торгівля — 9,0 %.